# 科斯強季尼夫卡 (薩拉塔區)
46°3′4″N 29°55′37″E / 46.05111°N 29.92694°E
康斯坦丁尼夫卡（烏克蘭語：Костянтинівка）是位於烏克蘭西南部的村莊，由敖德萨州裡比爾霍羅德-德涅斯特羅夫斯基區的庫萊夫恰市鎮負責管轄。該村始建於1836年，面積0.62平方公里，海拔高度27米，2001年人口220，人口密度每平方公里354.84人。